# Ministero della scienza e dell'istruzione superiore
Il Ministero della scienza e dell'istruzione superiore (in polacco: Ministerstwo Nauki i Szkolnictwa Wyższego, abbreviato MNiSW) è il dicastero del Governo della Polonia, che dirige l'amministrazione governativa nei campi della scienza e dell'istruzione superiore ed è l'organo di controllo dei finanziamenti statali per la ricerca.
Oltre al ministro vi è un Consiglio scientifico, che ha sostituito il Comitato di ricerca abolito nel 2005.
Il 5 maggio 2006, il Primo Ministro Kazimierz Marcinkiewicz ha nominato il Ministero della Scienza e dell'Istruzione Superiore in sostituzione del Ministero delle Scienze e della Formazione.